# Рождествено (Дмитровский городской округ)

## География
Рождествено — деревня в Дмитровском городском округе Московской области России.
Расположена в юго-западной части округа, у границы с городским округом Солнечногорск, примерно в 42 км на юго-запад от Дмитрова. Находится у истока реки Котловки. Высота центра — 244 м над уровнем моря. Ближайшие населённые пункты — Векшино в 2,6 км на северо-запад, Дмитровка в 4,7 км на восток и Хоругвино в 5,7 км на запад. Ближайший город - Лобня в 24 км. Через деревню проходит асфальтированная дорога 46K-0390, а так же в километре находится дорога федерального значения А107

## История
Самое первое упоминание села Шерепово датируется в 1504 году в разъезжей грамоте великого князя Ивана III.
В 1585 году Церковь во имя Рождества Христова обвалилась, село Шерепово стало пустышью. В 1701—1703 гг. в селе построили церковь Рождества Христова заного. Позже деревня получила название Рождествено-Шарапово, а после Рождествено из за церкви. Закрыта в конце 1930-х, в 1941—1942 гг. разобрана на кирпич, из которых сделали дорогу до Рогачевского шоссе. Статус села меняется на деревня. Осенью 2015 года было принято решение о восстановлении храма Рождества Христова, установлен поклонный крест и заложена капсула. Первое богослужение произошло 7 января 2015 г. 11 сентября 2016 г. состоялось освящение.
До 1954 года — центр Рождественского сельсовета. До 1960 года входило в состав Габовского сельсовета. До 2006 года Рождествено входило в состав Каменского сельского округа, с 2006 по 2018 год — в состав сельского поселения Габовское.

## Инфраструктура
В деревне Рождествено действует Церковь Рождества Христова, Питомник растений, Садовый Центр Рождествено.

## Транспорт

### Дороги
Дороги, проходящие через Рождествено, или находящиеся рядом с границей:
46К-0390 и А107

### Автобусы
Пригородные автобусы, проезжающие и останавливающиеся на остановке Рождествено:
- Автобус 50 Ст. Лобня - Рогачево
- Автобус 50 Ст. Лобня - Рождествено
- Автобус 50/31 Ст. Лобня - Автовокзал Дмитров

## Население
| 1852 | 1859 | 1890 | 1899 | 1926 | 2002 | 2006 |
| ---- | ---- | ---- | ---- | ---- | ---- | ---- |
| 169  | ↗171 | ↗180 | ↗200 | ↗261 | ↘18  | →18  |
| 2010 |      |      |      |      |      |      |
| ↗34  |      |      |      |      |      |      |